# Roger Adolf Freeman
Roger Adolf Freeman (geboren als Roger Adolf Freimann 2. September 1904 in Wien, Österreich-Ungarn; gestorben 25. Dezember 1991 in Stanford (Kalifornien)) war ein austroamerikanischer Ökonom.

## Leben
Roger Adolf Freimann war ein Sohn des Bankiers Samuel Freimann und der Emma Ferber. Er studierte an der Hochschule für Welthandel und ging nach dem Diplom 1927 zum Schuhhandelsunternehmen Delka. Nach dem Anschluss Österreichs 1938 wurde die Firma arisiert und Freimann emigrierte 1939 nach Großbritannien und von dort 1940 in die USA. Freeman arbeitete nun bei der W. L. Douglas Shoe Company, als Abteilungsleiter beim Kaufhauskonzern Bamberger's und von 1945 bis 1949 als Vorstandsassistent bei der Shoe Corporation of America in Seattle. Er heiratete 1944 Emily Harpster, sie hatten zwei Kinder.
Seine Karriere nahm 1949 eine Wendung, als er zum Finanzberater der Regierung Arthur B. Langlie im Bundesstaat Washington ernannt wurde. Seine Arbeit zur Haushaltssanierung fand Resonanz, und Freeman wurde 1953 in den Beraterstab des neu gewählten republikanischen Präsidenten Dwight D. Eisenhower berufen, wo er Vorschläge zur Reorganisation der Bildungsfinanzierung in den USA erstellte. Von 1957 bis 1962 arbeitete er als Vizepräsident des Institute for Social Science Research in Washington, D.C. 1962 wechselte er als Senior Fellow an die Hoover Institution der Stanford University in Kalifornien und führte mehrere Projekte zu Fragen der Steuerpolitik, der Bildungspolitik und der Sozialpolitik durch. Er war Mitglied der National Tax Association. 1969/70 war er special assistant der Regierung Nixon.
Freeman wurde unter anderem mit der George Washington Honor Medal, mit dem Research Award der Governmental Research Association und einem Ehrendoktor der Brigham Young University ausgezeichnet.

## Schriften (Auswahl)
- School Needs in the Decade Ahead. Washington, DC, 1958
- Socialism and private enterprise in Equatorial Asia : the case of Malaysia and Indonesia. Stanford, Calif. : Hoover Inst. on War, Revolution and Peace, Stanford Univ., 1968
- Welfare reform and the family assistance plan. Washington: Gov.Print.Off., 1972
- Tax loopholes : the legend and the reality. Washington, DC: American Enterprise Institute for Public Policy Research, 1973
- The Growth of the American Government. A Morphology of the Welfare State. Stanford, 1975
- The Wayward Welfare State. Stanford, 1981
- Soziale Sicherheit im defekten Wohlfahrtsstaat, Übersetzung H. Hoffmann, in: Zeitschrift für Wirtschaftspolitik, 1982, S. 97–109